# Villa Certosa
Villa Certosa es una villa situada en Porto Rotondo, en la comuna sarda de Olbia. Es la residencia estival de Silvio Berlusconi, que la utiliza con un contrato de alquiler gratuito con la Immobiliare Idra SpA, una de las muchas empresas del propio Berlusconi.

## Historia
Berlusconi la compró al empresario Gianni Onorato,propietario de la cadena de televisión La Voce Sarda, que la denominaba "Villa Monastero" y fue remodelada por Il Cavaliere, según proyecto del arquitecto Gianni Gamondi, de confianza del expresidente y autor de numerosas villas de la Costa Smeralda.
En mayo del 2004, mediante un decreto del gobierno, se definió como la "sede alternativa de máxima seguridad del Presidente del Consejo" y fue utilizada para recibir a jefes de Estado o de Gobierno, como el primer ministro británico Tony Blair, el checo Mirek Topolánek, el ruso Vladímir Putin o el español José Luis Zapatero.
En septiembre del 2012 se difunde la noticia de que Silvio Berlusconi planea vender la villa por una cantidad entre 450 y 470 millones de euros, pero el abogado de Berlusconi Niccolò Ghedini lo desmintió.

## Descripción
Cuenta con 126 habitaciones en un edificio de 4.500 metros cuadrados en una finca de 120 hectáreas.